# Bisbat de Sankt Gallen
El bisbat de Sankt Gallen (alemany: bistum St. Gallen; llatí:  Dioecesis Sancti Galli) és una seu de l'Església catòlica, Immediatament subjecta a la Santa Seu. El 2010 tenia 261.400 batejats d'un total de 533.000 habitants. Actualment està regida pel bisbe Markus Büchel.
Juntament amb la diòcesi de Basilea i, més limitadament, la de Chur, la diòcesi de Sankt Gallen gaudeix en virtut del concordat entre el cantó de Sankt Gallen i la Santa Seu del 1845 del privilegi d'un procediment d'elecció del bisbe acordada entre el capítol de la catedral i la Santa Seu.

## Territori
La diòcesi comprèn els cantons de Sankt Gallen, Appenzell Inner-Rhoden i Appenzell Ausser-Rhoden, a la Suïssa nord-oriental.
La seu episcopal és la ciutat de Sankt Gallen, on es troba la catedral de Sant Gal, a l'antiga església de l'abadia homònima.
El territori s'estén sobre 2.429 km², i està dividit en 142 parròquies, agrupades en 8 vicariats: Altstätten, Appenzello, Gossau, Rorschach, Sargans, Sankt Gallen, Uznach i Wil-Wattwil.

## Història

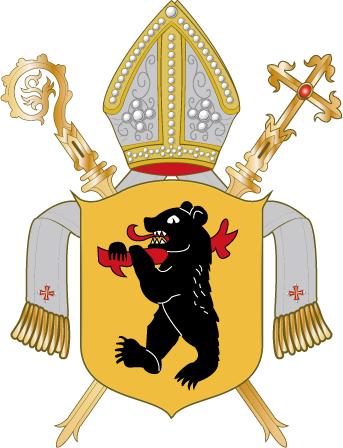
Escut del bisbat

Fins a l'inici del segle xix, el territori de l'actual diòcesi formaven part de la diòcesi de Constança. No obstant això, amb l'auge del principat abacial de St. Gallen (1613), els abats exerceix no només tenien jurisdicció efectiva eclesiàstica, sinó que també temporal; per exemple, donada la immensitat de la diòcesi de Constança, eren els abats els que realitzaven les visites pastorals en els seus territoris, de conformitat amb les decisions del Concili de Trento.
Amb la supressió de la diòcesi de Constança, el territori de l'actual diòcesi es va annexar a la de Chur (1819). La falta d'acord sobre la creació d'una abadia territorial, va determinar la Santa Seu a l'erecció de la diòcesi de St. Gallen el 7 de febrer de 1823 mitjançant la butlla Ecclesias quae antiquitate del Papa Pius VII. La nova diòcesi, que incloïa només el cantó de Sankt Gallen, va ser unida aeque principaliter a la de Chur, és a dir, sense el seu propi bisbe residencial.
Aquesta situació no va ser molt reeixida. A la mort del bisbe Karl Rudolf von Buol-Schauenstein (1833), el Gran Consell Gall va declarar unilateralment el final de la unió amb Coira, decisió que va ser reconeguda de facto per la Santa Seu en 1836, quan el papa Gregori XVI va nomenar per a la diòcesi de Sankt Gallen un vicari apostòlic en la persona de Johann Peter Mirer. La represa de les converses entre les autoritats cantonals i la Santa Seu, va conduir al concordat de 7 de novembre de 1845, després de la qual cosa el Papa Pius IX va publicar el 8 d'abril de 1847 la butlla Instabilis rerum. Amb aquesta butlla el Papa va reorganitzar la diòcesi de Sankt Gallen, de iure separada de Chur, i va nomenar com el seu primer bisbe el mateix vicari Johann Peter Mirer.
Els articles 5-12 del concordat també van establir les normes que regeixen l'elecció del bisbe. Correspon al capítol de la catedral el nomenament del nou bisbe, elegit d'una llista de sis noms. Des de 1938 aquesta llista ha de ser aprovada prèviament per la Santa Seu; d'altra banda, el Papa Joan Pau II va establir en 1995 una nova restricció, obligant al capítol de l'obligació de no divulgar el nom del recentment elegit, abans de la institució canònica per Roma.
En 1866 els cantons d'Appenzell Inner-Rhoden i d'Appenzell Ausser-Rhoden van ser cedits per la diòcesi de Chur a la de Sankt Gallen. D'aquests cantons, però, el bisbe de Chur exerceix només les funcions d'administrador apostòlic.
El 1823 es va establir el seminari diocesà, que en 1839 va ser traslladat a l'antic monestir de les monges benedictines a Sankt Georgen. En 1857 es va obrir també el seminari menor, que va ser tancat durant el període de la Kulturkampf. En 1932 es va celebrar el primer sínode diocesà convocat i dirigit pel bisbe Alois Scheiwiler; Scheiwiler també va ser l'únic bisbe suís a condemnar obertament l'antisemitisme i la persecució nazi dels jueus.

## Cronologia episcopal
- Seu unida aeque principaliter amb la diòcesi de Chur (1823-1847)

- Johann Peter Mirer † (20 d'abril de 1847 - 30 d'agost de 1862 mort)
- Karl Johann Greith † (16 de març de 1863 - 17 de maig de 1882 mort)
- Augustin Egger † (3 de juliol de 1882 - 12 de març de 1906 mort)
- Ferdinand Rüegg † (16 de maig de 1906 - 14 d'octubre de 1913 mort)
- Robert Bürkler † (16 de desembre de 1913 - 28 de maig de 1930 mort)
- Alois Scheiwiler † (28 d'agost de 1930 - 20 de juliol de 1938 mort)
- Joseph Meile † (26 de setembre de 1938 - 6 de gener de 1957 mort)
- Joseph Hasler † (18 d'abril de 1957 - 24 de març de 1976 jubilat)
- Otmar Mäder † (25 de març de 1976 - 24 de setembre de 1994 jubilat)
- Ivo Fürer (30 de març de 1995 - 16 d'octubre de 2005 jubilat)
- Markus Büchel, des del 6 de juliol de 2006

## Estadístiques
A finals del 2010, la diòcesi tenia 261.400 batejats sobre una població de 533.000 persones, equivalent al 49,0% del total.
| any  | població | població | població | sacerdots | sacerdots       | sacerdots       | sacerdots             | diàques | religiosos | religiosos | parroquies |
| ---- | -------- | -------- | -------- | --------- | --------------- | --------------- | --------------------- | ------- | ---------- | ---------- | ---------- |
| any  | batejats | total    | %        | total     | clergat secular | clergat regular | batejats por sacerdot | diàques | homes      | dones      |            |
| 1950 | 188.553  | 344.340  | 54,8     | 480       | 340             | 140             | 392                   |         | 200        | 829        | 132        |
| 1970 | 234.497  | 401.352  | 58,4     | 412       | 261             | 151             | 569                   |         | 151        | 1.130      | 136        |
| 1980 | 275.800  | 452.000  | 61,0     | 294       | 240             | 54              | 938                   |         | 54         | 750        | 141        |
| 1990 | 280.111  | 475.500  | 58,9     | 334       | 194             | 140             | 838                   | 1       | 160        | 695        | 144        |
| 1999 | 282.256  | 498.532  | 56,6     | 191       | 151             | 40              | 1.477                 | 13      | 52         | 115        | 142        |
| 2000 | 269.359  | 451.363  | 59,7     | 194       | 154             | 40              | 1.388                 | 13      | 52         | 115        | 142        |
| 2001 | 275.070  | 435.902  | 63,1     | 255       | 135             | 120             | 1.078                 | 13      | 174        | 446        | 142        |
| 2002 | 275.315  | 463.223  | 59,4     | 257       | 138             | 119             | 1.071                 | 19      | 174        | 409        | 142        |
| 2003 | 266.900  | 517.745  | 51,6     | 250       | 136             | 114             | 1.067                 | 17      | 167        | 320        | 141        |
| 2004 | 265.467  | 518.950  | 51,2     | 232       | 127             | 105             | 1.144                 | 16      | 148        | 575        | 142        |
| 2010 | 261.400  | 533.000  | 49,0     | 212       | 113             | 99              | 1.233                 | 24      | 128        | 404        | 142        |